# Alex Neuberger
Alexander „Alex“ James Neuberger (* 27. November 1992 in Cottage Grove, Minnesota) ist ein US-amerikanischer Schauspieler, der vor allem durch seine Rollen in den beiden Filmen Running Scared aus dem Jahre 2006 und Underdog – Unbesiegt weil er fliegt aus dem Jahre 2007 Bekanntheit erlangte. Für beide Engagements erhielt er jeweils eine Nominierung für einen Young Artist Award in der Kategorie „Best Performance in a Feature Film – Leading Young Actor“.

## Leben und Karriere
Neuberger wurde im Jahre 1992 in der Stadt Cottage Grove im US-Bundesstaat Minnesota geboren, wo er auch aufwuchs und zum Zeitpunkt seines Durchbruchs noch immer lebte. Bereits in jungen Jahren setzte er sich zum Ziel Schauspieler zu werden und kam über seine Mutter mit der nach John Robert Powers benannten gleichnamigen Model- und Schauspielagentur in Verbindung, die ihm bald darauf einen eigenen Agenten stellte. Dieser begleitete Neuberger noch in jungen Jahren zu verschiedenen Vorsprechen, obwohl das junge Schauspieltalent anfangs nur in lokalen Theaterproduktionen Erfahrung sammelte. Seinen internationalen Durchbruch feierte Neuberger allerdings im Jahre 2006 mit dem Film Running Scared, wo er neben Paul Walker und Vera Farmiga eine der Hauptrollen übernahm und in seiner dortigen Rolle des Nick Gazelle überzeugte. Der Nachwuchsschauspieler, der in dieser Rolle bereits bei den Young Hollywood Awards des Jahres 2005 in Erscheinung trat, wurde für ebendiese Rolle im Jahre 2007 für einen Young Artist Award in der Kategorie „Best Performance in a Feature Film – Leading Young Actor“ nominiert, musste sich schlussendlich allerdings gegen Logan Lerman, der im Film Eulen – Kleine Freunde in großer Gefahr! mitwirkte, geschlagen geben. Bereits im gleichen Jahr war Neuberger in einer weiteren Hauptrolle zu sehen, als er im Film Underdog – Unbesiegt weil er fliegt in die Rolle des Jack Unger schlüpfte und für dieses Engagement ein weiteres Mal für einen Young Artist Award in der gleichen Kategorie nominiert wurde. Diesmal unterlag Neuberger allerdings Josh Hutcherson, der für seine herausragende Leistung in Brücke nach Terabithia die Auszeichnung entgegennehmen durfte. In den Jahren danach wurde es ruhig um den jungen Nordstaatler, der zwar unter anderem für den Film Wintersonnenwende – Die Jagd nach den sechs Zeichen des Lichts vorsprach, sich dabei allerdings nicht gegen den jungen Kanadier Alexander Ludwig durchsetzen konnte. Erst im Jahre 2011 wurde ein weiterer Spielfilm, an dem Neuberger wesentlich mitwirkte, veröffentlicht. In Michelle Danners Hello Herman ist der Nachwuchsschauspieler in der nicht ganz unwesentlichen Rolle des Michael Green zu sehen.

## Filmografie
- 2006: Running Scared
- 2007: Underdog – Unbesiegt weil er fliegt (Underdog)
- 2011: Hello Herman

## Nominierungen
- 2007: Young Artist Award in der Kategorie „Best Performance in a Feature Film – Leading Young Actor“ für sein Engagement in Running Scared
- 2008: Young Artist Award in der Kategorie „Best Performance in a Feature Film – Leading Young Actor“ für sein Engagement in Underdog – Unbesiegt weil er fliegt